# Jullouville

Jullouville este o comună în departamentul Manche, Franța. În 1 ianuarie 2022 avea o populație de 2.401 de locuitori.